# Argyrodes fasciatus
Argyrodes fasciatus är en spindelart som beskrevs av Tord Tamerlan Teodor Thorell 1892. Argyrodes fasciatus ingår i släktet Argyrodes och familjen klotspindlar. Inga underarter finns listade i Catalogue of Life.